# Bündnis für Tabakfreien Genuss
Das Bündnis für Tabakfreien Genuss e.V. (BfTG) ist ein im August 2015 gegründeter Interessenverband für kleine und mittelständische Unternehmen der E-Zigaretten-Branche in Deutschland. Der Sitz des Bündnisses ist in Berlin. Das BfTG wurde am 10. August 2015 von den drei Unternehmen iSmokeSmart, Happy People GmbH und InnoCigs gegründet. Vorsitzender des Vorstands ist seit der Gründung Dustin Dahlmann, Geschäftsführer des Hamburger E-Zigaretten-Unternehmens InnoCigs.

## Aufgaben und Ziele
Das BfTG sieht sich als zentralen Ansprechpartner für Politik, Medien und Wirtschaft für das Thema E-Zigaretten. Zweck des Vereins ist es nach eigenen Angaben, sich für eine angemessene Regulierung von Dampfgeräten, elektronischen Zigaretten, sowie Eliquids bzw. Nachfüllbehälter und Zubehör in der Bundesrepublik Deutschland und der Europäischen Union einzusetzen. Eine Mitgliedschaft von Unternehmen der Tabakindustrie ist per Satzung ausgeschlossen. Ein wesentliches Ziel der Arbeit des BfTG ist die Beeinflussung der öffentliche Diskussion zur E-Zigarette im Sinne der Mitglieder. Hierzu veranstaltet das BfTG gemeinsam mit dem Informationsportal eGarage eine jährliche Diskussionsveranstaltung für Politiker, Journalisten und Wissenschaftler in Berlin.

## Arbeit des Vereins
Das BfTG ist seit dem 27. Januar 2022 in der Öffentlichen Liste über die Registrierung von Verbänden und deren Vertretern, der Lobbyliste, beim Deutschen Bundestag eingetragen. Außerdem wurde das BfTG als fachpolitischer Verband vom Bundesministerium für Ernährung und Landwirtschaft mehrfach für Stellungnahmen angefragt.
Darüber hinaus wirkt der Verband im Arbeitskreis „E Zigarette und Liquids für E Zigaretten“ des DIN-Normenausschusses „Tabak- und Tabakerzeugnisse“ mit.